# Osiedle Konopnickiej (Bełchatów)
Osiedle Konopnickiej – osiedle mieszkaniowe położone na terenie miasta Bełchatowa.
Osiedle Konopnickiej jest usytuowane w bliskim centrum Bełchatowa. Jest położone pomiędzy ulicą Henryka Dąbrowskiego, ulicą Stefana Okrzei i ulicą 1 Maja. Przez środek osiedla przebiega również ulica Kwiatowa.
Zabudowa mieszkalna składa się głównie z domków jednorodzinnych.
Na terenie Osiedla Konopnickiej jest usytuowane wiele ważnych instytucji. W zachodniej części osiedla, przy ulicy S. Okrzei mieści się budynek sądu rejonowego, a tuż obok, przy ulicy 1 Maja znajduje się komisariat policji. Natomiast w południowo-wschodniej części osiedla, przy ulicy H. Dąbrowskiego jest budynek Szkoły Podstawowej nr 1 im. Stanisława Jachowicza, a tuż obok niego, po północnej stronie znajduje się hala sportowa "Energia", która jest miejscem rozgrywania spotkań wielokrotnego mistrza Polski w siatkówce Skry Bełchatów. Na terenie osiedla mieści się także siedziba Agencji Restrukturyzacji I Modernizacji Rolnictwa znajdująca się przy ulicy 1 Maja, w północno-zachodniej części osiedla. Znajdują się tu także biura poselskie i siedziby zarządów rejonowych partii politycznych, między innymi SLD, PSL, Samoobronny czy takich organizacji jak ZNP i wielu innych.
Na terenie osiedla znajdują się liczne sklepy i punkty usługowe.
Osiedle graniczy z osiedlami:
- Osiedlem Okrzei
- Osiedlem 1000-lecia
- Osiedlem Kopernika